# 广州大学建筑与城市规划学院
广州大学建筑与城市规划学院（College of Architecture and Urban Planning, Guangzhou University），简称广大建院，是广州大学下属学院之一，于2000年7月由原华南建设学院西院建筑系与环境艺术系组建而成。学院位于广州大学大学城校区理科教学北楼，现设有建筑学、城乡规划、风景园林三个五年制本科专业，并拥有两个学术型硕士学位授权点及三个专业型硕士学位授权点。

## 历史沿革

### 华建西院年代（1991-2000）
1991年6月，华南建设学院西院成立，开设建筑学、城镇建设等本科专业及园林绿化等专科专业。
1995年，学院设立环境艺术本科专业（风景园林专业前身）。
1997年，建筑学专业调整为五年制本科专业。
1999年，城市规划专业进行本科招生。

### 广州大学年代（2000年至今）
2000年7月，华南建设学院西院并入新广州大学，在原建筑系与环境艺术系的基础上成立建筑与城市规划学院，下设建筑学、城市规划两个本科专业。
2012年，城市规划（风景园林方向）专业调整为五年制风景园林专业。
2013年，城市规划专业更名为城乡规划专业。
2014年，五年制风景园林专业招收首批学生，建筑学（环境设计方向）专业、城乡规划（风景园林方向）专业停止招生。
2016年，建筑学（景观建筑方向）专业停止招生，学院仅保留开设建筑学、城乡规划、风景园林三个专业至今。
2021年3月，学院院系设置调整，由建筑学系、城乡规划系和风景园林系3个系调整为建筑学系、空间规划与景观设计系2个系，其中建筑学专业隶属于建筑学系，城乡规划专业及风景园林专业隶属于空间规划与景观设计系。

## 学院领导

### 现任领导
院长
- 李建军

党委书记
- 陈永添

副院长
- 赵阳
- 姜省
- 陈锦棠
- 夏大为

党委副书记
- 周世慧

## 学术情况

### 师资队伍
截至2022年6月，广州大学建筑与城市规划学院现有77名教职员工，包括64名专任教师、13名行政及教辅人员。
专任教师中，共有8名教授、20名副教授、34名讲师，其中有28名硕士研究生导师、1名博士研究生导师、2名博士后合作导师。

### 科研情况
2018年至2022年，学院承担国家、省市纵向科研、教研项目共19项，其中包括4项国家自然科学基金项目、1项国家社科基金项目、1项教育部人文社科基金项目。

## 专业设置

### 建筑学
建筑学现拥有本科专业、学术型硕士及专业型硕士学位授权点。其中建筑学本科专业为国家级一流本科专业建设点，学制五年，授予建筑学学士学位。
建筑学学术型硕士则设有建筑历史与理论、建筑设计及其理论、城市设计及其理论、建筑技术科学四个二级学科方向。建筑专业型硕士学位授权点于2021年10月取得，于2023年开始招生。

### 城乡规划学
城乡规划学现拥有本科专业、学术型硕士及专业型硕士学位授权点。其中城乡规划本科专业为国家级一流本科专业建设点，学制五年，授予工学学士学位。
城乡规划学学术型硕士设有城乡规划与设计、城乡高质量发展与规划、城乡发展历史与遗产保护、城乡规划科学与技术四个二级学科方向。城市规划专业型硕士学位授权点于2021年10月取得，于2023年开始招生。

### 风景园林
风景园林现拥有本科专业及专业型硕士学位授权点。其中风景园林本科专业学制五年，授予工学学士学位。
风景园林专业型硕士学制三年，不区分研究方向，于2019年开始招生。

## 教学用房
广州大学建筑与城市规划学院位于广州大学大学城校区内，教学用房总建筑面积为12,526平方米。
教学用房主要集中于理科教学北楼，包括本科学生专业绘图室、教师办公室、教研室等。学院实验室、研究所等分布于工程实验南楼及北楼，美术课室分布于理科教学南楼七楼。

## 知名学者
- 汤国华，建筑学系教授，广州大学岭南建筑研究所所长，广州市名城保护委员会委员，广东省文物保护委员会委员，国家文物局文物保护工程方案评审专家，曾获法国艺术与文学勋章骑士勋位[13][14]，表彰其对建筑文化遗产保护作出的重要贡献。
- 龚兆先，建筑学系教授，中国建筑学会建筑教育评估分会理事，广东省住房和城乡建设厅绿色建筑评价标识专家委员会成员，曾任广州大学建筑与城市规划学院院长。
- 董黎，建筑学系教授，广州市第二届政府决策咨询专家，广东省城乡规划督察员，曾任广州大学建筑与城市规划学院院长。
- 郭红雨，空间规划与景观设计系教授，中国城市规划学会理事，中国流行色协会理事。
- 漆平，空间规划与景观设计系副教授，国家留学基金委派遣东京大学访问学者，广州市政府重大行政决策论证专家，广州市建设科学技术委员会规划建筑专业委员会委员。
- 黄金玲，空间规划与景观设计系教授级高级工程师，广东省森林公园专家委员会委员、广东省自然保护区专家委员会委员、广东省国家公园专家委员会委员。